# Девинь, Роже
Роже́ Деви́нь (фр. Roger Dévigne; род. 11 сент. 1885 в Ангулеме; ум. 28 окт. 1965 в Париже) — французский поэт и журналист, фольклорист, издатель нескольких художественных журналов, первый директор Национального звукового архива (1938—1953). Первый сборник поэзии в 1910 году. Кавалер ордена Лаоса (1920) и ордена Почётного легиона (1925); офицер Почётного легиона (1937). Лауреат премии Французской академии за оригинальную книгу «Le Légendaire de France» (Французские сказания; 1943).
Вместе с Полем Ле Куром выпускал журнал «Études atlantéennes» (Атлантовские исследования; 1926) — рупор общества по изучению Атлантиды (Société des études atlantéennes), где Ле Кур и Девинь были первыми директорами. Общество собиралось научно доказать, существует ли Атлантида, и если да, то где. Автор многих книг исследований, в частности об Атлантиде. Материал книги 1923 года использовался русским писателем Ал. Беляевым для создания фантастического романа «Последний человек из Атлантиды» (1925).
Совместно с Анри Донтенвилем, Андре Бретоном, Тристаном Тцара и др. участвовал в создании Французского общества мифологии (Société de Mythologie française, 1950).

## Творчество
Поэзия
- «Строители городов» / Les Bâtisseurs de Villes (1910)
- «Волшебная лошадь» / Le Cheval magique (1924)
- «Amicus, amicis» / Amicus, amicis (1928)
- «Дома у моря» / Maisons sur la mer (1935) — премия имени Жана Мореаса (prix Jean Moréas, 1937)
- «Картина на целлофане» / Peint sur cellophane (1956)
- «Стихи» / Poèmes (1956)
- «Стихи о любви» / Poèmes d’amour (1960)

Романы
- «Жано, юноша с золотыми крыльями» / Janot, le jeune homme aux ailes d’or (1921)
- «Менильмонтан» / Ménilmontant (1924)
- «Юный вождь» / Jeune Chef (1933)

Исследования
- «Исчезнувший материк. Атлантида, шестая часть света» / Un Continent disparu. L’Atlantide, sixième partie du monde (1923; 13-е изд. в 1924 г.[6])
- «Любовь к типографике» / Amour de la typographie (1928)
- «Посланцы королевы» / Les Camelots de la reine (1928)
- «Удивительная жизнь Рипа, Изабеллы Египетской[7] и крошки Цахес, по прозванию Циннобер» / Les Vies merveilleuses de Rip, Isabelle d'Égypte et Zacharie dit Cinabre (1929)
- «Мое путешествие в Атлантиду» / Mon voyage en Atlantide (1929)
- «Двенадцать красивейших сказок мира» / Les douze plus belles Fables du Monde (1932)
- «Французские сказания: устный фольклор» / Le légendaire de France à travers notre folklore oral (1942) — премия Альфреда Нэя (prix Alfred-Née, 1943)
- «Сказания французских провинций» / Légendaire des provinces Françaises, en 1942
- «Жан де Бетанкур, король Канарских островов» / Jean de Béthencourt, roi des Canaries (1944)